# Cape John (przylądek w Nowej Szkocji)
Cape John – przylądek (point) w kanadyjskiej prowincji Nowa Szkocja, w hrabstwie Pictou (45°48′15″N, 63°07′42″W), wysunięty w zatokę Amet Sound, na jej północno-wschodnim brzegu; nazwa urzędowo zatwierdzona 6 maja 1947.